# Кочкин, Борис Александрович (хоккеист)
Борис Александрович Кочкин (род. 14 августа 1995, Санкт-Петербург, Россия) — российский и грузинский профессиональный хоккеист.

## Биография
Борис Кочкин — воспитанник петербургского хоккея. Выступал за детско-юношеские команды в чемпионате Санкт-Петербурга по хоккею. С 2012 по 2015 год, а также в сезонах 2016/2017 и 2018/2019 выступал в чемпионате Грузии за команду «Грей Вулфс Тбилиси». С 2013 по 2015 год также играл в первенстве МХЛ за команду «Тверичи». В сезоне 2015/16 выступал в ВХЛ-Б за новочебоксарский «Сокол».
В 2016 году Борис Кочкин дебютировал в третьем дивизионе чемпионата мира по хоккею с шайбой за национальную команду Грузии. Всего на турнире сыграл 5 матчей, забросил 10 шайб и отдал 9 голевых передач, с 19 очками стал самым результативным игроком турнира. В 2019 году играл за сборную уже во втором дивизионе.